# Isometrum fargesii
Isometrum fargesii là một loài thực vật có hoa trong họ Tai voi. Loài này được (Franch.) B.L. Burtt mô tả khoa học đầu tiên năm 1960.